# Елькина, Анна Михайловна
Анна Михайловна Елькина (18 июля 1909 года — 6 мая 1992 года) — советский хозяйственный, государственный и политический деятель.

## Биография
Родилась 18 июля 1909 года в селе Шошка. Член ВКП(б) с 1937 года.
С 1927 года — на хозяйственной, общественной и политической работе. В 1927—1967 гг. — учительница, заведующая начальной школой, учительница, заведующая опорной начальной школы, заместитель председателя Исполнительного комитета Троице-Печорского районного Совета, директор Коми областной школы комсомольских пропагандистов, на партийных должностях в Сыктывдинском районе, секретарь Коми областного комитета ВКП(б), Председатель Президиума Верховного Совета Коми АССР, 2-й секретарь Коми областного комитета КПСС, Председатель Верховного Совета Коми АССР, директор Коми областной школы КПСС, член Партийной комиссии при Коми областном комитете КПСС, заведующая Консультационным пунктом заочной Высшей партийной школы при ЦК КПСС.
Избиралась депутатом Верховного Совета СССР 2-го и 3-го созывов.
Скончалась 6 мая 1992 года в городе Сыктывкаре.